# ده‌صوفیان
دهکده جهانی ده صوفیان یکی از روستاهای مازندرانی زبانبخش شهمیرزاد در استان سمنان است. این روستا در دامنهٔ کوه قرار گرفته و ارتفاع آن از سطح دریا ۲۰۰۰ متر است. ده صوفیان در زمستان‌ها بیشتر پوشیده از برف و در تابستان‌ها دارای آب و هوای خنک و معتدل است. چه بسا از اطراف ده‌صوفیان می‌توان برای ورزش‌های زمستانی استفاده نمود. در گذشته عده ای از مردم روستا پیرو مکتب صفی علیشاه بوده‌اند و در اینجا این شبهه به وجود می‌آید که دلیل نامگذاری این روستا همین موضوع باشد.از مشاهیر معروف دهصوفیان میتوان به شیخ ملا احمد صفایی و شیخ ملا علی بابای صفایی اشاره کرد.
جمعیت روستای ده صوفیان بر اساس نتایج سرشماری سال ۱۳۹۵، ۱۰۴ نفر (۴۱ خانوار) بوده‌است. جمعیت این روستا در سال‌های ۱۳۲۹، ۱۳۴۵ و ۱۳۵۵ به ترتیب ۴۰۰، ۱۴۴ و ۱۴۳ نفر بوده‌است.
گویش مردم ده‌صوفیان از روستاهای مجاور شهمیرزاد نیز مشابه گویش شهمیرزادی است.